# Collegio elettorale di Foggia centro
Il collegio di Foggia centro fu un collegio elettorale uninominale della Repubblica Italiana per l'elezione della Camera dei deputati. Apparteneva alla circoscrizione Puglia e fu utilizzato per eleggere un deputato nella XII, XIII e XIV legislatura.
Venne istituito nel 1993 con la cosiddetta Legge Mattarella (Legge n. 277, Nuove norme per l'elezione della Camera dei deputati), attuata in seguito al referendum abrogativo del 1993. La legge istituì per la Camera dei deputati e per il Senato della Repubblica un sistema di elezione misto, in parte maggioritario e in parte proporzionale. Il 75% dei parlamentari dell'assemblea veniva eletto in collegi uninominali tramite sistema maggioritario a turno unico; il restante 25% alla Camera veniva eletto tramite sistema proporzionale con liste bloccate.
Il collegio venne abolito insieme a tutti gli altri che costituivano la Camera con la promulgazione della legge elettorale successiva, la cosiddetta Legge Calderoli. Questa prevedeva un sistema proporzionale con premio di maggioranza, che alla Camera veniva attribuito a livello nazionale.

## Territorio
Il collegio di Foggia centro era uno dei 34 collegi uninominali in cui era suddivisa la Puglia e, come previsto dal D.Lgs. del 20 dicembre 1993 n. 536, comprendeva parte del comune di Foggia, in particolare i quartieri Cattedrale, Centrale, Ferrovia, Puglia, Mazzini, CEP e Incoronata.

## Eletti
| Elezione | Elezione | Deputato            | Partito                    |
| -------- | -------- | ------------------- | -------------------------- |
|          | 1994     | Paolo Agostinacchio | Polo del Buon Governo (AN) |
|          | 1996 (S) | Antonio Pepe        | Polo per le Libertà (AN)   |
| 1996     |          | Antonio Pepe        | Polo per le Libertà (AN)   |
|          | 2001     | Antonio Pepe        | Casa delle Libertà (AN)    |

## Dati elettorali

### XII legislatura

#### Risultati proporzionale
| Coalizioni        | Coalizioni                | Liste                                 | Liste                              | Voti   | %     |
| ----------------- | ------------------------- | ------------------------------------- | ---------------------------------- | ------ | ----- |
|                   | Progressisti              |                                       | Partito Democratico della Sinistra | 12.109 | 15,73 |
|                   | Progressisti              | Rifondazione Comunista                | 3.555                              | 4,62   |       |
|                   | Progressisti              | Partito Socialista Italiano           | 3.186                              | 4,14   |       |
|                   | Progressisti              | Federazione dei Verdi                 | 2.965                              | 3,85   |       |
|                   | Progressisti              | Movimento per la Democrazia - La Rete | 1.569                              | 2,04   |       |
|                   | Progressisti              | Alleanza Democratica                  | 884                                | 1,15   |       |
| Totale coalizione | Totale coalizione         | 24.268                                | 31,53                              |        |       |
|                   | Polo del Buon Governo     |                                       | Alleanza Nazionale                 | 23.698 | 30,79 |
|                   | Patto per l'Italia        |                                       | Partito Popolare Italiano          | 7.838  | 10,18 |
|                   | Patto per l'Italia        | Patto Segni                           | 6.024                              | 7,83   |       |
| Totale coalizione | Totale coalizione         | 13.862                                | 18,01                              |        |       |
|                   | Lista Pannella            | Lista Pannella                        | Lista Pannella                     | 5.658  | 7,35  |
|                   | Programma Italia          | Programma Italia                      | Programma Italia                   | 4.121  | 5,35  |
|                   | Alleanza Popolare         | Alleanza Popolare                     | Alleanza Popolare                  | 2.984  | 3,88  |
|                   | Socialdemocrazia          | Socialdemocrazia                      | Socialdemocrazia                   | 902    | 1,17  |
|                   | Solidarietà e Progresso   | Solidarietà e Progresso               | Solidarietà e Progresso            | 594    | 0,77  |
|                   | Lega d'Azione Meridionale | Lega d'Azione Meridionale             | Lega d'Azione Meridionale          | 390    | 0,51  |
|                   | Democrazia e Solidarietà  | Democrazia e Solidarietà              | Democrazia e Solidarietà           | 111    | 0,14  |
|                   | Unione Popolare           | Unione Popolare                       | Unione Popolare                    | 109    | 0,14  |
|                   | Utopia                    | Utopia                                | Utopia                             | 109    | 0,14  |
|                   | Alleanza di Programma     | Alleanza di Programma                 | Alleanza di Programma              | 101    | 0,13  |
|                   | Rinascita Salentina       | Rinascita Salentina                   | Rinascita Salentina                | 66     | 0,09  |
| Totale            | Totale                    | Totale                                | Totale                             | 76.973 |       |

#### Risultati uninominale
|                               | Paolo Agostinacchio ✔️ Eletto  | Polo del Buon Governo (FI - AN - CCD - UDC - PLD) | 34 443 | 43,87 |  |  |  |  |  |
|                               | Roccantonio Francesco D'Amelio | Progressisti                                      | 23 360 | 29,75 |  |  |  |  |  |
|                               | Savino Melillo                 | Patto per l'Italia                                | 10 034 | 12,78 |  |  |  |  |  |
|                               | Giuseppe Paglialonga           | Alleanza Popolare                                 | 5 012  | 6,38  |  |  |  |  |  |
|                               | Luigi Follieri                 | Programma Italia                                  | 3 856  | 4,91  |  |  |  |  |  |
|                               | Michele Egidio Costantino      | Solidarietà e Progresso                           | 1 814  | 2,31  |  |  |  |  |  |
| Totale                        | Totale                         | Totale                                            | 78 519 | 100   |  |  |  |  |  |
|                               |                                |                                                   |        |       |  |  |  |  |  |
| Fonte: Ministero dell'interno |                                |                                                   |        |       |  |  |  |  |  |

### XII legislatura: elezioni suppletive
|                       | Antonio Pepe       | Polo per le Libertà           | 29 151  | 68,25 |  |  |  |  |
|                       | Giuseppe Cavaliere | Foggia Democratica e Popolare | 13 560  | 31,75 |  |  |  |  |
| Totale                | Totale             | Totale                        | 42 711  | 100   |  |  |  |  |
|                       |                    |                               |         |       |  |  |  |  |
| Voti non validi       | Voti non validi    | Voti non validi               | 4 661   | 9,84  |  |  |  |  |
| Votanti               | Votanti            | Votanti                       | 47 372  | 46,21 |  |  |  |  |
| Elettori              | Elettori           | Elettori                      | 102 511 |       |  |  |  |  |
| Data: 14 gennaio 1996 |                    |                               |         |       |  |  |  |  |

### XIII legislatura

#### Risultati proporzionale
| Coalizioni        | Coalizioni                         | Liste                                     | Liste                              | Voti   | %     |
| ----------------- | ---------------------------------- | ----------------------------------------- | ---------------------------------- | ------ | ----- |
|                   | Polo per le Libertà                |                                           | Forza Italia                       | 22.351 | 29,68 |
|                   | Polo per le Libertà                | Alleanza Nazionale                        | 15.286                             | 20,30  |       |
|                   | Polo per le Libertà                | CCD-CDU                                   | 4.754                              | 6,31   |       |
| Totale coalizione | Totale coalizione                  | 42.391                                    | 56,29                              |        |       |
|                   | L'Ulivo                            |                                           | Partito Democratico della Sinistra | 15.892 | 21,10 |
|                   | L'Ulivo                            | Popolari per Prodi (PPI-SVP-PRI-UD-Prodi) | 3.489                              | 4,63   |       |
|                   | L'Ulivo                            | Rinnovamento Italiano                     | 2.911                              | 3,87   |       |
|                   | L'Ulivo                            | Federazione dei Verdi                     | 1.622                              | 2,15   |       |
| Totale coalizione | Totale coalizione                  | 23.914                                    | 31,75                              |        |       |
|                   | Progressisti                       |                                           | Rifondazione Comunista             | 4.107  | 5,45  |
|                   | Lista Pannella - Sgarbi            | Lista Pannella - Sgarbi                   | Lista Pannella - Sgarbi            | 1.900  | 2,52  |
|                   | Movimento Sociale Fiamma Tricolore | Movimento Sociale Fiamma Tricolore        | Movimento Sociale Fiamma Tricolore | 836    | 1,11  |
|                   | Partito Socialista                 | Partito Socialista                        | Partito Socialista                 | 697    | 0,93  |
|                   | Gruppo Indipendente Libertà        | Gruppo Indipendente Libertà               | Gruppo Indipendente Libertà        | 579    | 0,77  |
|                   | Ambientalisti                      | Ambientalisti                             | Ambientalisti                      | 445    | 0,59  |
|                   | Mani Pulite                        | Mani Pulite                               | Mani Pulite                        | 225    | 0,30  |
|                   | Lega d'Azione Meridionale          | Lega d'Azione Meridionale                 | Lega d'Azione Meridionale          | 212    | 0,28  |
| Totale            | Totale                             | Totale                                    | Totale                             | 75.306 |       |

#### Risultati uninominale
|                               | Antonio Pepe ✔️ Eletto              | Polo per le Libertà   | 42 068 | 55,29 |  |  |  |  |  |
|                               | Domenico Filippo Antonio Mazzamurro | L'Ulivo               | 31 740 | 41,71 |  |  |  |  |  |
|                               | Giuseppe Rinaldi                    | Lista Pannella-Sgarbi | 2 282  | 3,00  |  |  |  |  |  |
| Totale                        | Totale                              | Totale                | 76 090 | 100   |  |  |  |  |  |
|                               |                                     |                       |        |       |  |  |  |  |  |
| Fonte: Ministero dell'interno |                                     |                       |        |       |  |  |  |  |  |

### XIV legislatura

#### Risultati proporzionale
| Coalizioni        | Coalizioni                | Liste                     | Liste                                 | Voti   | %     |
| ----------------- | ------------------------- | ------------------------- | ------------------------------------- | ------ | ----- |
|                   | Casa delle Libertà        |                           | Forza Italia                          | 20.718 | 26,82 |
|                   | Casa delle Libertà        | Alleanza Nazionale        | 17.120                                | 22,17  |       |
|                   | Casa delle Libertà        | CCD-CDU                   | 1.499                                 | 1,94   |       |
|                   | Casa delle Libertà        | Nuovo PSI                 | 576                                   | 0,75   |       |
| Totale coalizione | Totale coalizione         | 29.667                    | 47,69                                 |        |       |
|                   | L'Ulivo                   |                           | La Margherita (Dem - PPI - RI- UDEUR) | 13.407 | 17,36 |
|                   | L'Ulivo                   | Democratici di Sinistra   | 7.340                                 | 9,50   |       |
|                   | L'Ulivo                   | Il Girasole (FdV - SDI)   | 2.005                                 | 2,60   |       |
|                   | L'Ulivo                   | Comunisti Italiani        | 851                                   | 1,10   |       |
| Totale coalizione | Totale coalizione         | 20.445                    | 32,86                                 |        |       |
|                   | Lista Di Pietro           | Lista Di Pietro           | Lista Di Pietro                       | 5.998  | 7,77  |
|                   | Rifondazione Comunista    | Rifondazione Comunista    | Rifondazione Comunista                | 2.504  | 3,24  |
|                   | Democrazia Europea        | Democrazia Europea        | Democrazia Europea                    | 2.301  | 2,98  |
|                   | Lista Pannella - Bonino   | Lista Pannella - Bonino   | Lista Pannella - Bonino               | 1.389  | 1,80  |
|                   | Fiamma Tricolore          | Fiamma Tricolore          | Fiamma Tricolore                      | 1.246  | 1,61  |
|                   | Lega d'Azione Meridionale | Lega d'Azione Meridionale | Lega d'Azione Meridionale             | 144    | 0,19  |
|                   | Paese Nuovo               | Paese Nuovo               | Paese Nuovo                           | 100    | 0,13  |
|                   | Abolizione scorporo       | Abolizione scorporo       | Abolizione scorporo                   | 40     | 0,05  |
| Totale            | Totale                    | Totale                    | Totale                                | 77.238 |       |

#### Risultati uninominale
|                               | Antonio Pepe ✔️ Eletto       | Casa delle Libertà | 37 264 | 47,73 |  |  |  |  |  |
|                               | Michele Ricci                | L'Ulivo            | 29 461 | 37,74 |  |  |  |  |  |
|                               | Rosaria Dicesare             | Lista Di Pietro    | 4 238  | 5,43  |  |  |  |  |  |
|                               | Ferdinando Frattulino        | Democrazia Europea | 4 203  | 5,38  |  |  |  |  |  |
|                               | Anna Maria Laura Longo       | Fiamma Tricolore   | 1 562  | 2,00  |  |  |  |  |  |
|                               | Antonio Claudio Trisciuoglio | Lista Emma Bonino  | 1 345  | 1,72  |  |  |  |  |  |
| Totale                        | Totale                       | Totale             | 78 073 | 100   |  |  |  |  |  |
|                               |                              |                    |        |       |  |  |  |  |  |
| Fonte: Ministero dell'interno |                              |                    |        |       |  |  |  |  |  |